# Laura Lechner
Laura Lechner (* 1973 in Bochum) ist eine deutsche Künstlerin.

## Leben und Ausbildung
Laura Lechner wurde 1973 in Bochum geboren. Sie begann 1995 ein Studium im Bereich Produktdesign, absolvierte 1998 eine Ausbildung zur Baukeramikerin und arbeitete ab 2001 als Bildhauerin im Künstleratelier. 2002 nahm sie ein Studium an der Hochschule der Bildenden Künste Saarbrücken bei Bodo Baumgarten auf, wechselte 2005 an die Kunstakademie Düsseldorf zu Peter Doig und schloss ihr Studium 2010 mit dem Akademiebrief ab. Anschließend wurde sie Meisterschülerin von Peter Doig. Während ihrer Ausbildung bewegte sie sich zwischen den Disziplinen Malerei und Bildhauerei, bevor sie ihren Schwerpunkt auf die Skulptur verlagerte.

## Werk

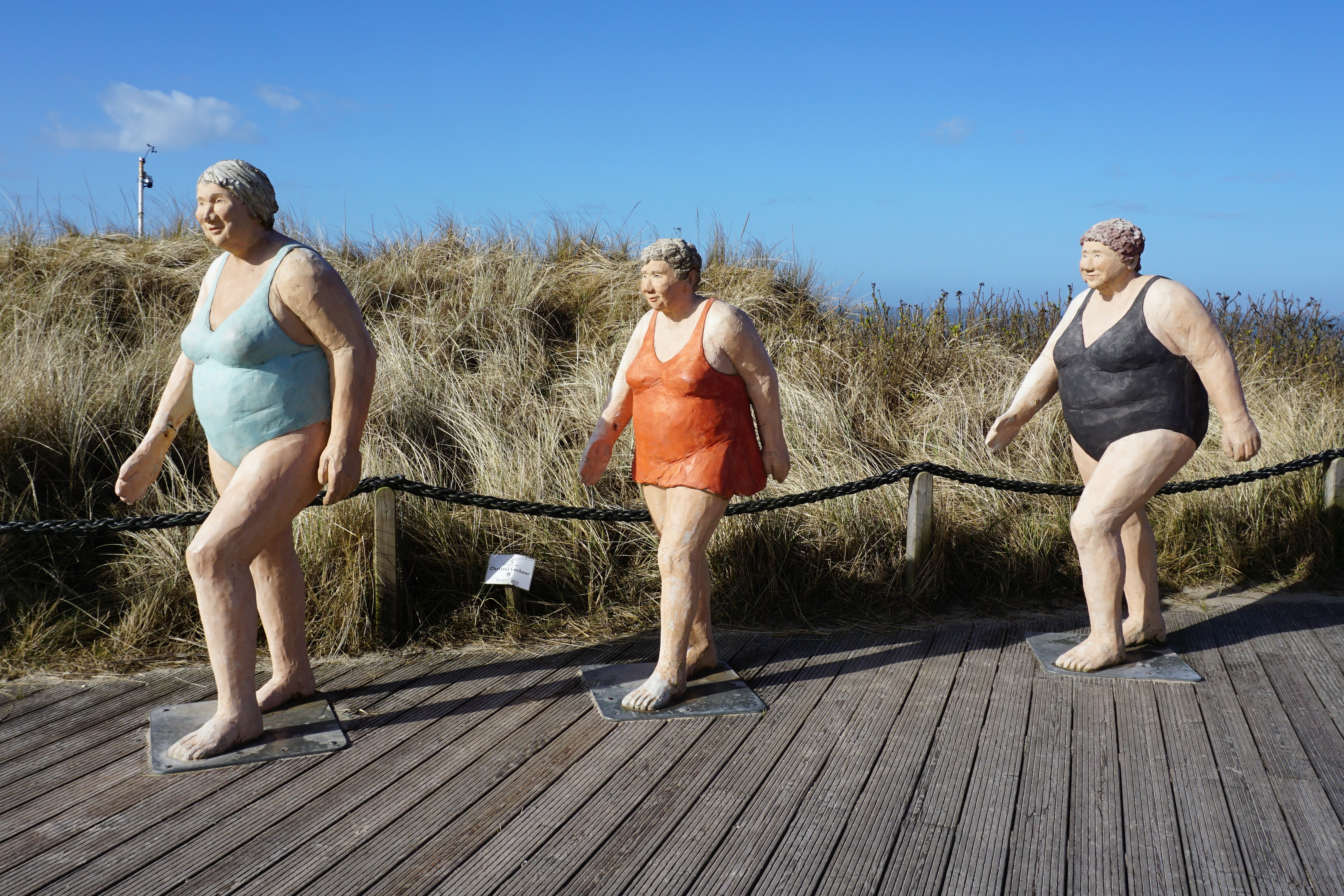
Die Surferinnen, Wenningstedt auf Sylt

Laura Lechners Plastiken bestehen in der Regel aus Beton und sind farbig gefasst. Ein zentrales Element ihres Schaffens sind die „Alltagsmenschen“-Skulpturen, die in Zusammenarbeit mit ihrer Mutter, der Bildhauerin Christel Lechner, entstanden sind. Die Figuren zeigen Alltagsszenen und stehen oft an öffentlichen Plätzen.
2017 übernahm sie die Leitung des Ateliers Lechnerhof in Witten und führte die Arbeit an den „Alltagsmenschen“ fort.
„Alltagsmenschen“-Installationen zeigt sich nicht nur in ihrem künstlerischen, sondern auch in ihrem wirtschaftlichen Einfluss. In vielen Städten, in denen die Skulpturen in großen Ausstellungen von 40–60 Skulpturen präsentiert werden, ziehen sie regelmäßig mehr als 100.000 Besucher an. Dies trägt zur Belebung der Innenstädte bei, steigert die Attraktivität des öffentlichen Raums und unterstützt den lokalen Einzelhandel sowie die Gastronomie. Städte wie Rees oder Valkenburg (NL) haben dieInstalltion von „Alltagsmenschen“ als Instrument zur Förderung des Tourismus und der Innenstadtentwicklung genutzt und führen Ausstellungen in regelmäßigen Abständen durch.

## Ausstellungen
Laura Lechners Werke wurden in zahlreichen Städten Deutschlands und international ausgestellt. Die „Alltagsmenschen“ sind regelmäßig in Parkanlagen, auf Marktplätzen und in anderen öffentlichen Räumen zu sehen.
- seit 2019: Wenningstedt auf Sylt (wechselnde Installationen)[5]
- 2021: Eschborn, 53 Skulpturen im Stadtgebiet und im Skulpturenpark Niederhöchstadt
- 2022: Nordkirchen, 50 Skulpturen im Gemeindegebiet[3]
- 2023: Rees, 46 Skulpturen im Innenstadtbereich und an der Rheinpromenade
- 2024:Bad Ragaz, 10. Schweizerische Triennale der Skulptur, Bad RagARTz (CH)